# Keep on Your Mean Side
Keep on Your Mean Side é o álbum de estréia da banda de indie rock The Kills.  Originalmente lançado em 1 de Abril de 2003, pela Domino Records, e foi mais tarde relançado em 4 de Maio de 2009, com cinco músicas a mais.
A música "Wait" foi apresentada no filme Children of Men (2006), enquanto a música "Monkey 23" foi apresentada no filme francês The Beat That My Heart Skipped (2005).

## Faixas
| N.º | Título                   | Duração |  |
| 1.  | "Superstition"           | 4:40    |  |
| 2.  | "Cat Claw"               | 3:32    |  |
| 3.  | "Pull a U"               | 3:23    |  |
| 4.  | "Kissy Kissy"            | 5:02    |  |
| 5.  | "Fried My Little Brains" | 2:08    |  |
| 6.  | "Hand"                   | 0:50    |  |
| 7.  | "Hitched"                | 4:02    |  |
| 8.  | "Black Rooster"          | 4:24    |  |
| 9.  | "Wait"                   | 4:47    |  |
| 10. | "Fuck the People"        | 4:17    |  |
| 11. | "Monkey 23"              | 3:06    |  |
| 12. | "Gypsy Death & You"      | 2:11    |  |

### Re-lançamento 2009
| N.º | Título                      | Duração |  |
| 13. | "Gum"                       | 1:21    |  |
| 14. | "Jewel Thief"               | 2:47    |  |
| 15. | "Sugar Baby"                | 4:20    |  |
| 16. | "The Search for Cherry Red" | 2:58    |  |
| 17. | "Dropout Boogie"            | 4:07    |  |